# Marte Elden
Marte Elden (Levanger, 4 luglio 1986) è un'ex fondista ed ex mezzofondista norvegese.

## Biografia

### Carriera nell'atletica leggera
Praticò atletica leggera fino al 2004, raggiungendo i massimi livelli giovanili fino ai Mondiali juniores di Grosseto 2004, dove si classificò decima negli 800 metri piani. I suoi primati personali furono 2'06"77 negli 800 m e 4'25"06 nei 1500 metri piani.

### Carriera nello sci
Dopo aver disputato alcune gare minori negli anni precedenti, dal 2004 si dedicò prevalentemente allo sci di fondo. In Coppa del Mondo esordì il 19 novembre 2005 a Beitostølen (63ª). Non partecipò né a rassegne olimpiche né iridate.

## Palmarès

### Sci di fondo

#### Mondiali juniores
- 2 medaglie:
  - 2 ori (inseguimento a Rovaniemi 2005; staffetta a Kranj 2006)

#### Coppa del Mondo
- Miglior piazzamento in classifica generale: 20ª nel 2011

##### Coppa del Mondo - competizioni intermedie
- 1 podio di tappa:
  - 1 secondo posto